# Vayas con dios, Gringo
Vayas con dios, Gringo è un film western del 1966 diretto da Edoardo Mulargia (con lo pseudonimo di Edward G. Muller).

## Trama
I fratelli Cris uccidono il fratello di Gringo e incastrano lui e il suo compagno per omicidio, e prendono in ostaggio Carmen mentre loro sono in prigione.